# Frank András
Frank András (Budapest, 1949. június 3. –) Széchenyi-díjas magyar matematikus, egyetemi tanár, a magyar Tudományos Akadémia rendes tagja.
Az ELTE matematikus szakját végezte (1967–1972). Az ELTE Operációkutatási Tanszékének tanszékvezető egyetemi tanára (1995–2009).
Kombinatorikus optimalizálással foglalkozik. Tanítványával, Tardos Évával igazolta, hogy minden polinomiális időben megoldható kombinatorikus optimalizálási feladat, azaz 0-1 változós lineáris programozási feladat, erősen polinomiális időben is megoldható.
A matematikai tudományok kandidátusa (1980), doktora (1990).
2016-ban az MTA Matematikai Tudományok Osztálya levelező, 2022-ben rendes tagjává választották.

## Díjai, kitüntetései
- Széchenyi Professzori Ösztöndíj (1997–2000).
- Bolyai Farkas szakkuratóriumi díj (2001)
- Szele Tibor-emlékérem (2002)
- Szent-Györgyi Albert-díj (2009)
- Széchenyi-díj (2015)